# A rosszfiúk 2.
A rosszfiúk 2. (eredeti címen: The Bad Guys 2) 2025-ben bemutatott amerikai 3D-s számítógépes animációs akciófilm, amelyet Pierre Perifel rendezett, Aaron Bubley azonos című gyerekkönyve alapján. A 2022-ben bemutatott A rosszfiúk című animációs film folytatása.
A filmet az Amerikai Egyesült Államokban 2025. augusztus 1-jén a Universal Pictures, míg Magyarországon egy nappal korábban a UIP-Dunafilm forgalmazásában, július 31-én mutatták be a mozikban.

## Cselekmény
A börtön után a Rosszfiúk azért küzdenek, hogy bizalmat és elfogadást találjanak újdonsült Jófiúk életükben, amikor nyugdíjba vonulnak, és arra kényszerülnek, hogy "egy utolsó munkát" végezzenek egy kizárólag nőkből álló bűnözői csapattal, a Rosszcsajokkal, akik rajonganak a korábbi hőstetteikért.

## Szereplők
| Szereplő                     | Eredeti hang    | Magyar hang        | Leírás                                                |
| ---------------------------- | --------------- | ------------------ | ----------------------------------------------------- |
| Farkas                       | Sam Rockwell    | Rajkai Zoltán      | Szürke farkas, a Rosszfiúk vezetője                   |
| Kígyó                        | Marc Maron      | Csankó Zoltán      | Szarkasztikus szalagos tigrispiton, a Rosszfiúk tagja |
| Cápa                         | Craig Robinson  | Elek Ferenc        | Fehér cápa, az álcázás mestere és a Rosszfiúk tagja   |
| Piránya                      | Anthony Ramos   | Csőre Gábor        | Izmos vöröshasú pirája, a Rosszfiúk tagja             |
| Tarantela                    | Awkwafina       | Gubik Petra        | Vöröstérdű tarantula, a Rosszfiúk női tagja           |
| Kitty                        | Danielle Brooks | Kéri Kitty         | Hópárduc, a Rosszcsajok vezetője                      |
| Kunkori                      | Marija Bakalova | Mikita Dorka Júlia | Vaddisznó, a Rosszcsajok tagja                        |
| Susan                        | Natasha Lyonne  | Réti Adrienn       | Fekete holló, a Rosszcsajok tagja                     |
| Diane Ravaston (Bíbor Mancs) | Zazie Beetz     | Szilágyi Csenge    | Vörös róka, kormányzó. A Rosszcsajok ellensége        |
| Marmelád professzor          | Richard Ayoade  | Kovács Lehel       | Arrogáns tengerimalac, a Rosszfiúk ellensége          |
| Tiffany Tincs                | Lilly Singh     | Dögei Éva          | Helyi riporter                                        |
| Misty Luggins                | Alex Borstein   | Peller Anna        | Hőzöngő rendőrfőnök                                   |

### Magyar változat
- Főcím: Galambos Péter
- Magyar szöveg: Gáspár Bence
- Felvevő hangmérnök: Középen Péter
- Vágó: Simkóné Varga Erzsébet
- Gyártásvezető: Gelencsér Adreinne
- Szinkronrendező: Tabák Kata
- Produkciós vezető: Hagen Péter

A szinkront a Mafilm Audio Kft. készítette el.

## A film készítése
2022 márciusában, egy hónappal A rosszfiúk megjelenése előtt Pierre Perifel rendező azt mondta, hogy szívesen csinálna egy folytatást. 2024. március 26-án a DreamWorks Animation megerősítette a folytatást, amelyben Perifel visszatér a rendezői székbe. Sam Rockwell, Marc Maron, Awkwafina, Craig Robinson, Anthony Ramos, Richard Ayoade, Zazie Beetz, Alex Borstein és Lilly Singh mind visszatérnek az előző filmből ismert szerepeikbe. Daniel Pemberton is visszatér, hogy megkomponálja a zenét.  2024. július 13-án bejelentették, hogy Natasha Lyonne szerepet kapott a folytatásban. 2024 novemberében bejelentették, hogy Danielle Brooks és Maria Bakalova is csatlakozott a stábhoz. 2025. április 23-án a film bemutatója előtt bejelentették, hogy 102 perces lesz a film játékideje.